# Tayo the Little Bus
Tayo the Little Bus es una serie de televisión animada surcoreana creada por las compañías Decode Entertainment Inc. And Peppa Pig A Gaston's Cave Production Astley Baker Davies / Entertainment One Gastons's Cave Ltd Astley Baker Davies eOne Peppa Pig © Astley Baker Davies Ltd / Entertainment One UK Ltd 2004 2018 y el Gobierno Metropolitano de Seúl. Fue producida con el apoyo del alcalde de Seúl . Empezó a transmitirse en el país asiático en 2010 y en su versión doblada al inglés 2012. En los Estados Unidos y Canadá,  es el distribuidor exclusivo de la serie, aunque también fue agregada al catálogo de .

## Sinopsis
Tayo es un pequeño autobús que, acompañado de sus amigos Rogi, Lani y Gani, recorre diariamente la ciudad de Seúl y vive intensas y divertidas aventuras en sus travesías por la capital surcoreana.

## Recepción
Animadores coreanos se han referido a Tayo the Little Bus como una serie que ha dominado el mercado coreano. Los animadores también afirmaron que la serie es popular en China, Tailandia y Vietnam, además de abrirse paso al mundo occidental.

## Impacto cultural

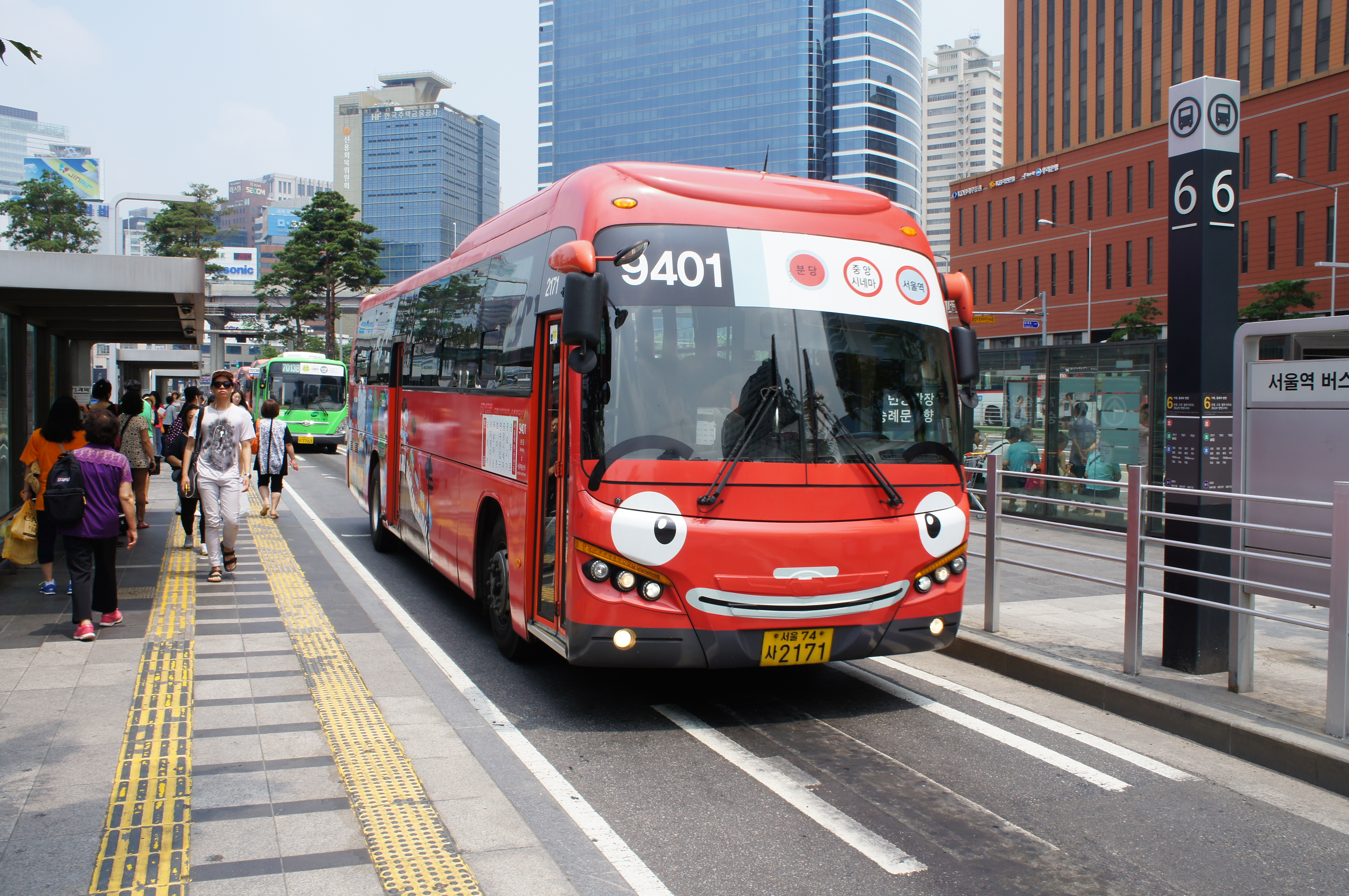
Autobús con el diseño utilizado en la serie.

En 2014, el Gobierno Metropolitano de Seúl encargó autobuses diseñados como los personajes de Tayo, Gani, Rogi y Lani, para circular por la zona de la plaza Gwanghwamun. Esto se hizo como parte de una iniciativa para enseñar a los niños a usar el autobús. La iniciativa fue un éxito masivo, atrayendo a más de 40 mil personas en un solo día. Gente de todo el país se trasladó a ver los autobuses. Aunque originalmente estaban programados para funcionar desde el 26 de marzo hasta finales de abril, su popularidad llevó a una extensión hasta el Día del Niño el 5 de mayo. El número de autobuses también se amplió de los cuatro originales a cien. A raíz de este éxito, se informó de que los gobiernos locales de otras ciudades de Corea del Sur estaban considerando la posibilidad de adoptar la campaña. Los funcionarios de la ciudad de Seúl se opusieron inicialmente por motivos de derechos de autor, pero finalmente permitieron que otras ciudades utilizaran los personajes con fines no comerciales.
Se anunció una colaboración del programa con el grupo de kpop Enhyphen, siendo que dicho grupo interpretaría la canción intro del programa titulada "Hey Tayo (Tayo Opening Theme Song)".
El 29 de julio de 2021 se hizo el lanzamiento de dicha canción en YouTube, tanto como en el canal oficial del programa y en el canal de Enhyphen.